# Agliate
Agliate (Ajaa o Jaa in dialetto brianzolo, AFI: [aˈjɑː] o [ˈjɑː]) è una piccola frazione di Carate Brianza (MB), anticamente chiamata anche Aiate è posta al confine con Verano Brianza e a nord del centro abitato, verso Briosco. La località elegge democraticamente un proprio Consiglio di Frazione. Situata nella valle del Lambro, in prossimità del fiume, è spesso soggetta a violente inondazioni, l'ultima delle quali si è verificata nel novembre del 2002.

## Località
Il ritrovamento, nei pressi della Basilica, di alcuni massi cupelliformi fa presumere che la zona fosse abitata o perlomeno utilizzata per riti religiosi propiziatori o funerari fin dalla preistoria.
La sua collocazione geografica fa supporre che in origine ci fosse un insediamento palafitticolo, visto che si trovava al limite del grande lago Eupilii, lago di origine morenica del quale rimangono tracce nei laghi di Oggiono, Pusiano e Alserio.
All'epoca dell'insediamento dei Galli Insubri ad Agliate si stabilì un importante clan e il paese divenne capoluogo di un distretto celtico.
Intorno al VI secolo, probabilmente per l'azione di Sant'Ambrogio, vi fu costruita una chiesetta e Agliate divenne "capopieve", ovvero l'unica località nella pieve in cui poteva essere amministrato il battesimo.
Agliate è nota soprattutto perché vi si trova la Basilica dei Santi Pietro e Paolo, romanica, costruita tra il X e l'XI secolo sui resti della citata chiesetta. 
La Basilica, disposta su tre navate, ha un notevole ciclo di affreschi oggi alquanto danneggiati. Nel complesso della basilica si trova un Battistero con una peculiare pianta a nove lati, dei quali due ne costituiscono la parte absidale, sovrastata da una cupola a otto spicchi. La costruzione del battistero risale all'inizio dell'XI secolo anche se, secondo la tradizione, è stato fondato intorno all'880 dall'arcivescovo Ansperto da Biassono; anch'esso in origine era riccamente decorato con affreschi dei quali oggi rimangono solo poche tracce. All'interno vi sono ancora i resti di una vasca per il battesimo ad immersione.
Ad Agliate è nato San Dazio, vescovo di Milano nel VI secolo, morto a Costantinopoli nel 552, al quale è stata dedicata una via ("borgo S. Dazio"), situata sulla riva del fiume Lambro.
Ad Agliate lo storico lombardo Don Rinaldo Beretta ha dedicato una monografia con puntigliose descrizione etnico-geografiche della Pieve di Agliate.

## Storia
Agliate fu un antico comune del Milanese registrato agli atti del 1751 come un villaggio di 120 abitanti saliti poi a 184 nel 1786.
Alla proclamazione del Regno d'Italia nel 1805 risultava avere 200 abitanti. Nel 1809 il municipio fu soppresso su risultanza di un regio decreto di Napoleone che lo unì a Costa, e poi per la prima volta a Carate nel 1811, ma il Comune di Agliate fu restaurato nel 1816 dagli austriaci dopo il loro ritorno. Nel 1853 risultò essere popolato da 345 anime salite a 390 nel 1861. La definitiva soppressione del municipio avvenne con un regio decreto di Vittorio Emanuele II del 1869 che lo aggregò nuovamente a Carate seguendo l'antico modello napoleonico.

## Galleria d'immagini

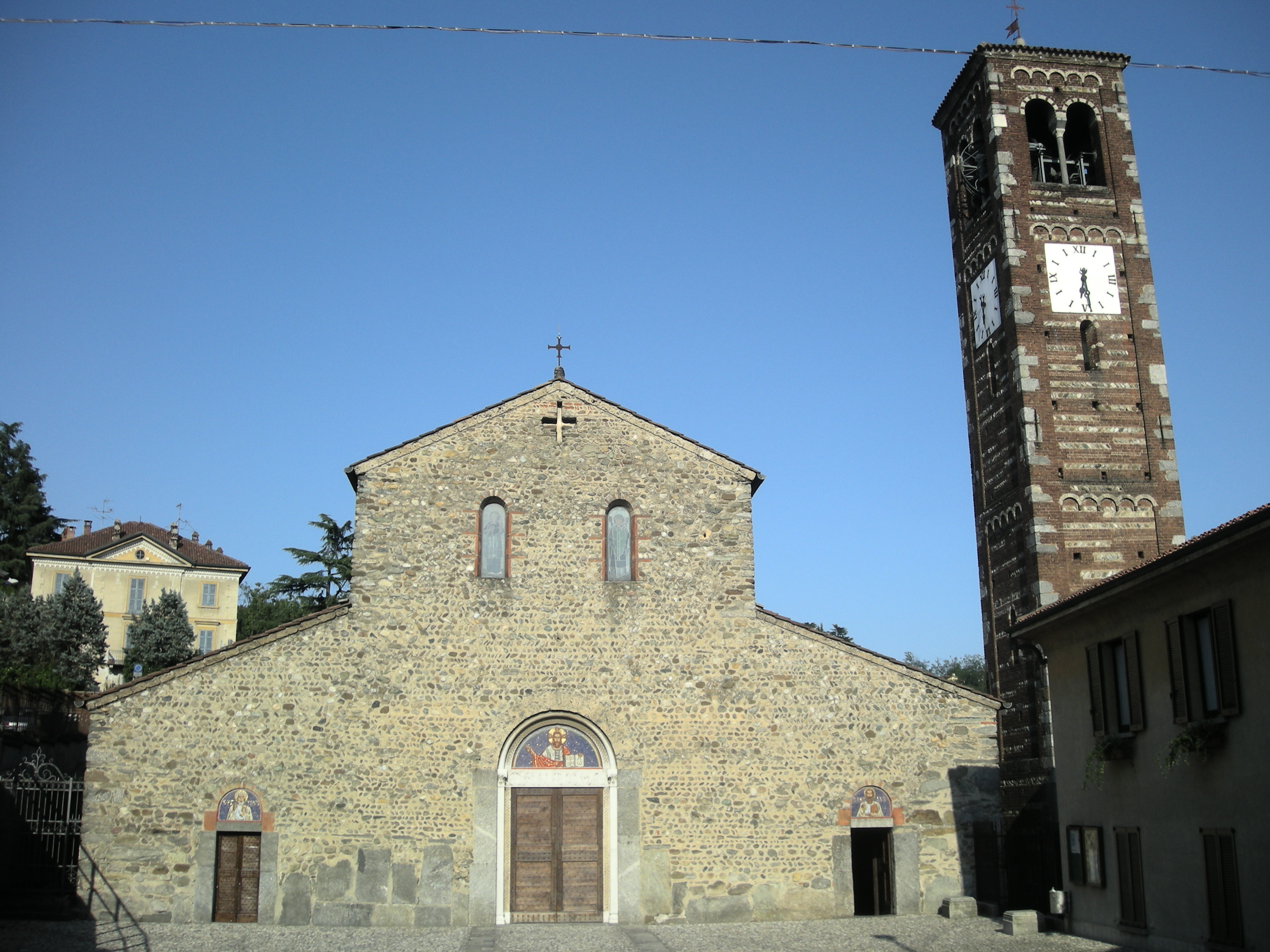
La basilica dei Santi Pietro e Paolo ad Agliate
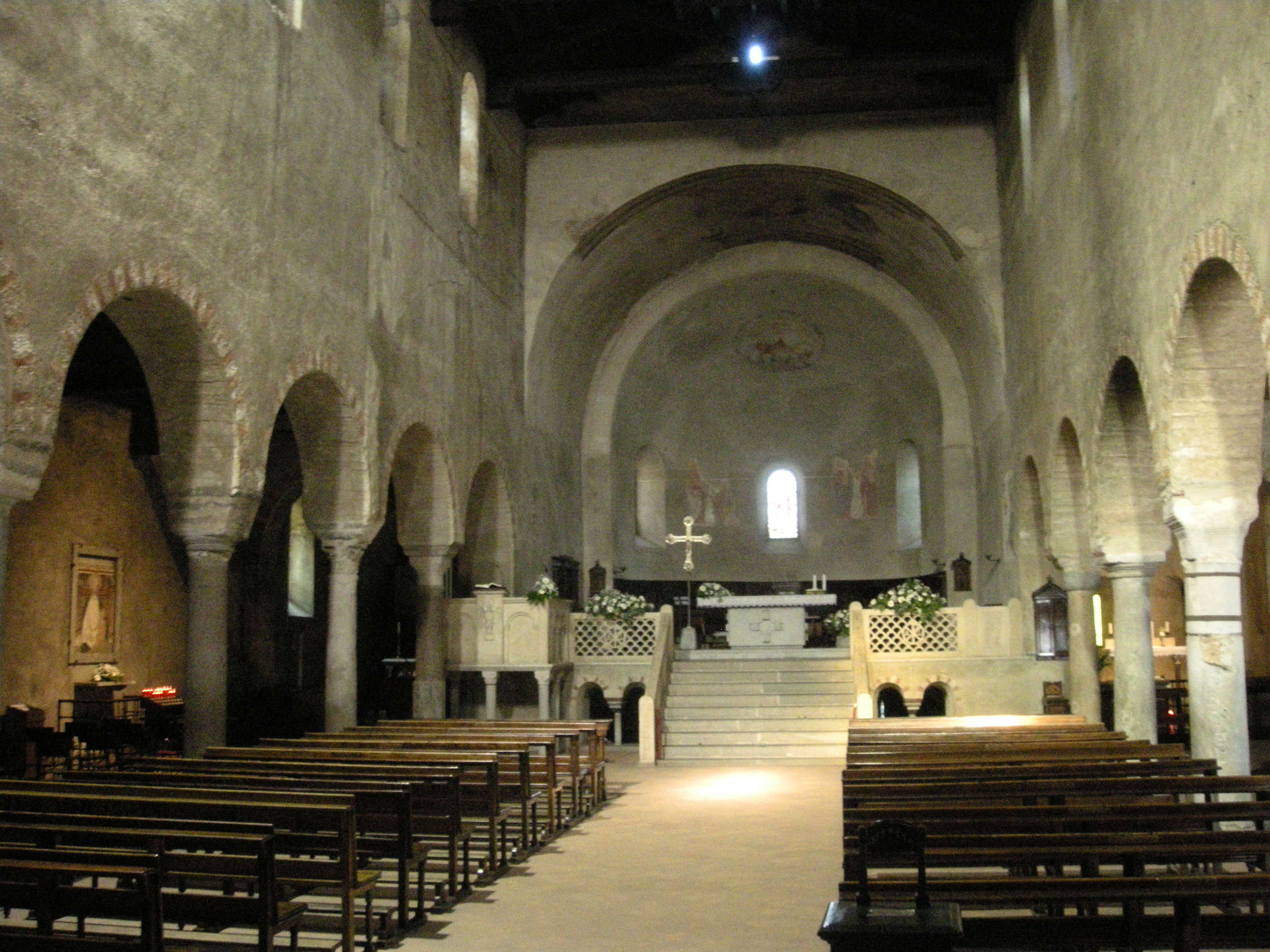
Interno della basilica dei Santi Pietro e Paolo ad Agliate
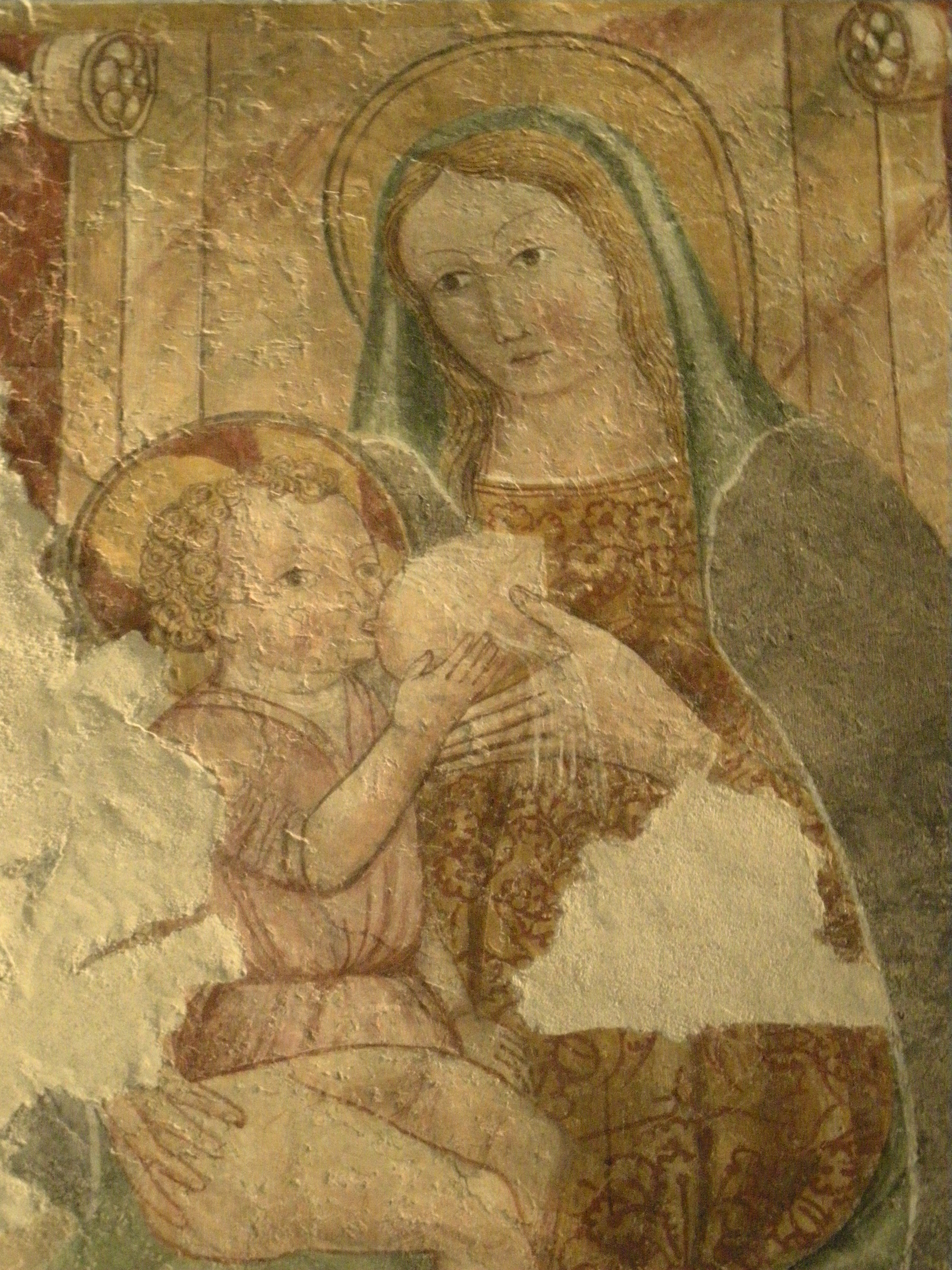
Affresco di Maria Lactans all'interno della basilica dei Santi Pietro e Paolo ad Agliate
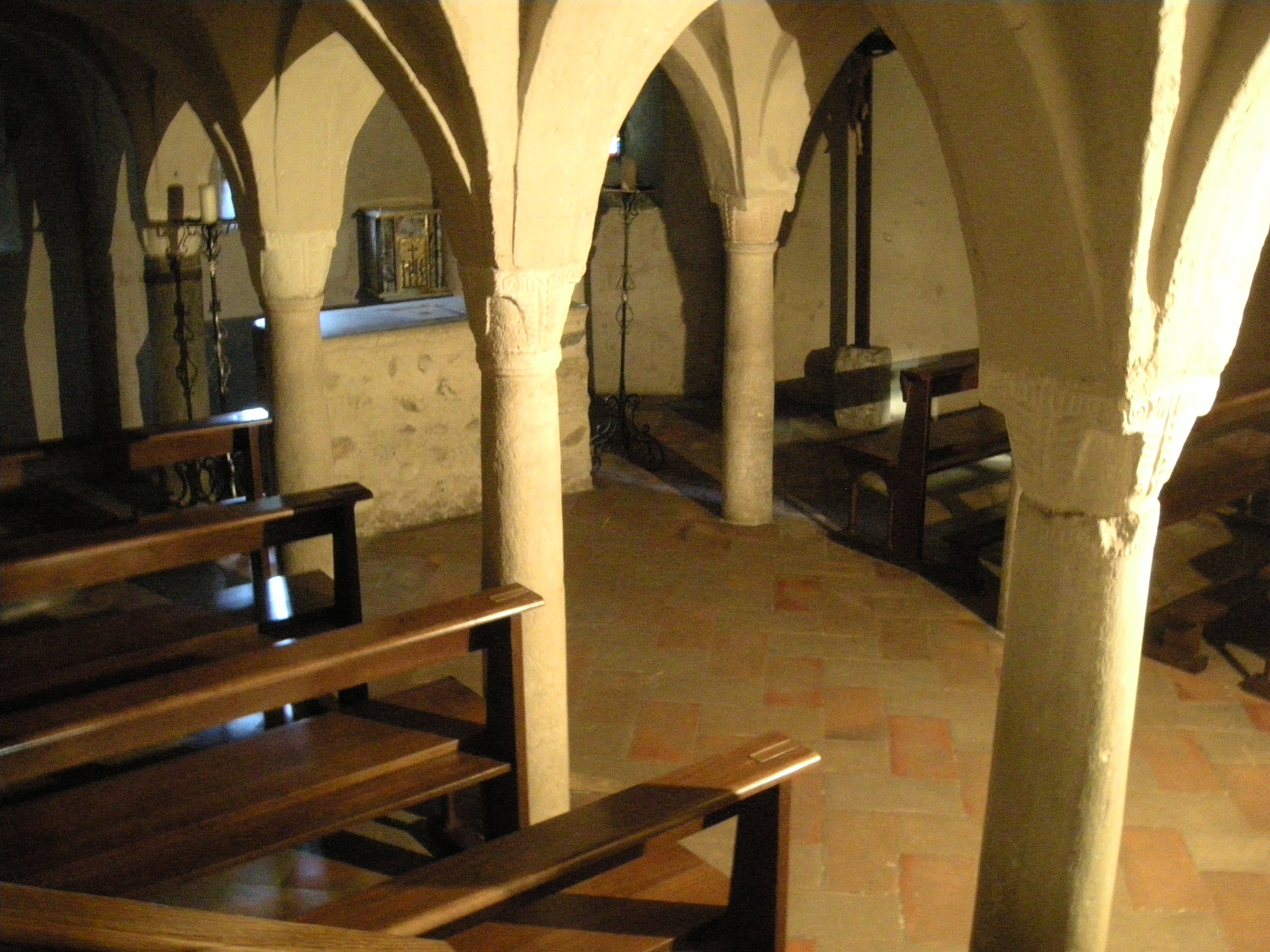
Cripta della basilica dei Santi Pietro e Paolo ad Agliate
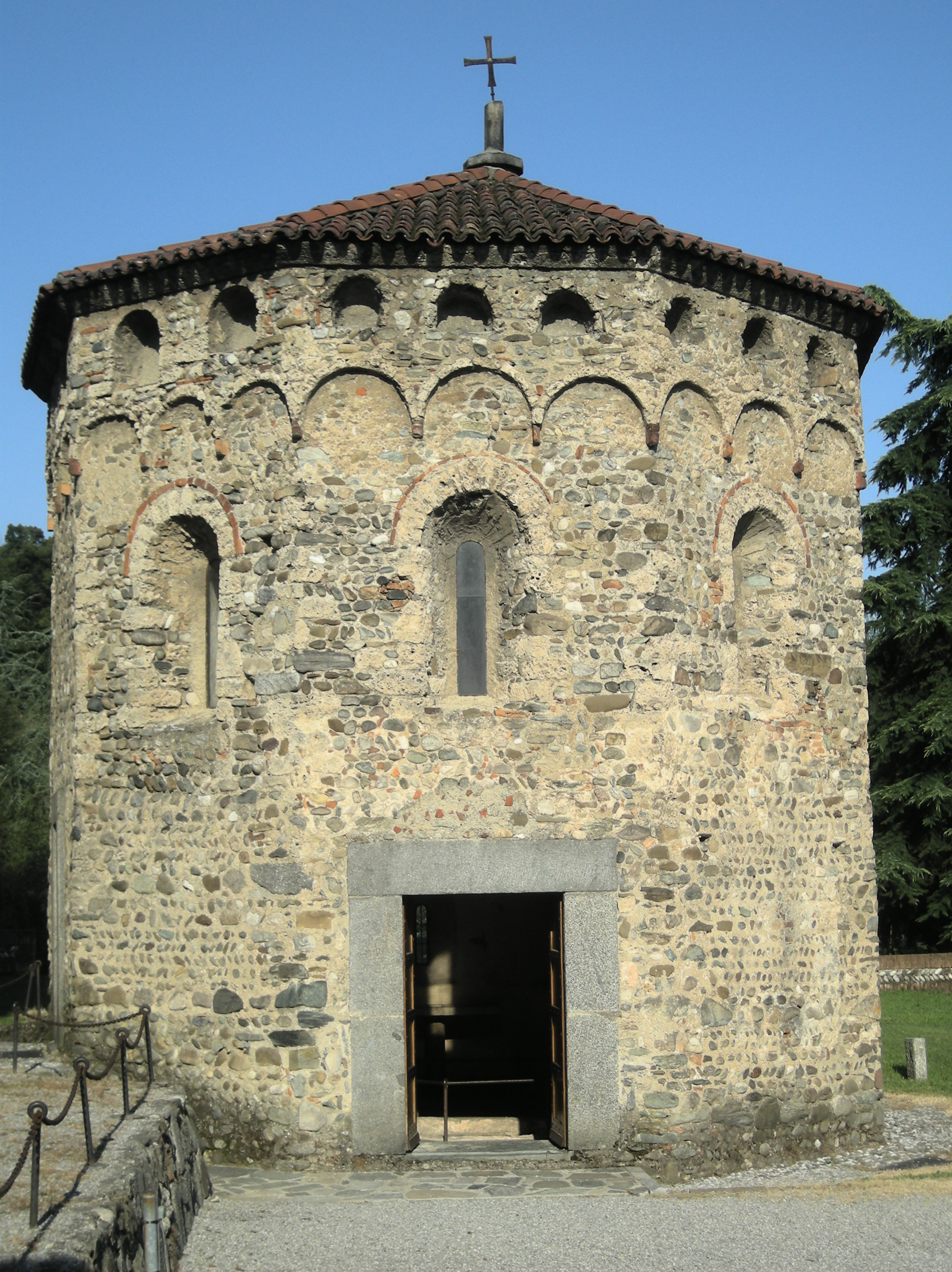
Battistero presso la basilica dei Santi Pietro e Paolo ad Agliate
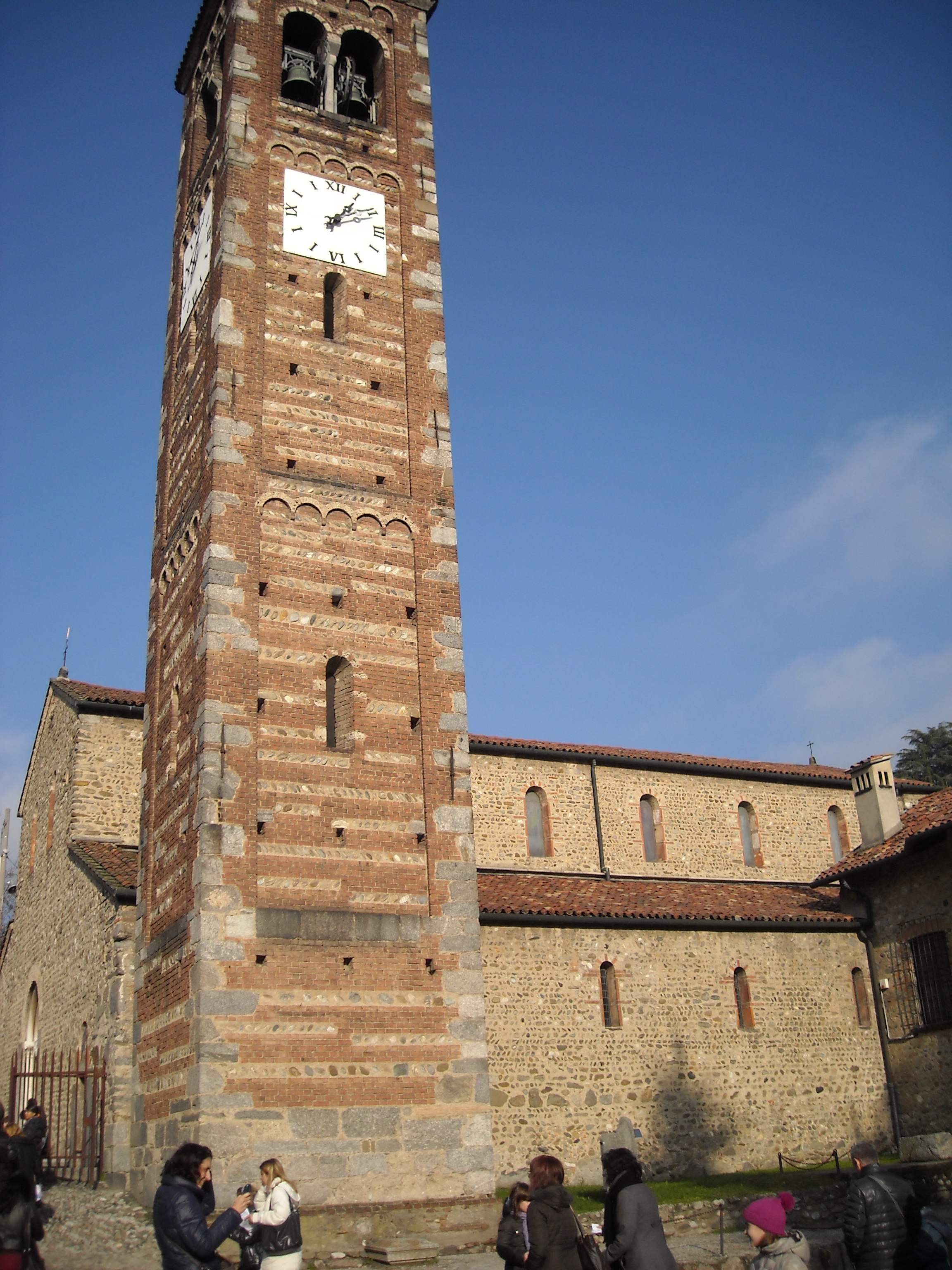
campanile Basilica di Agliate